# Marcel Seynaeve

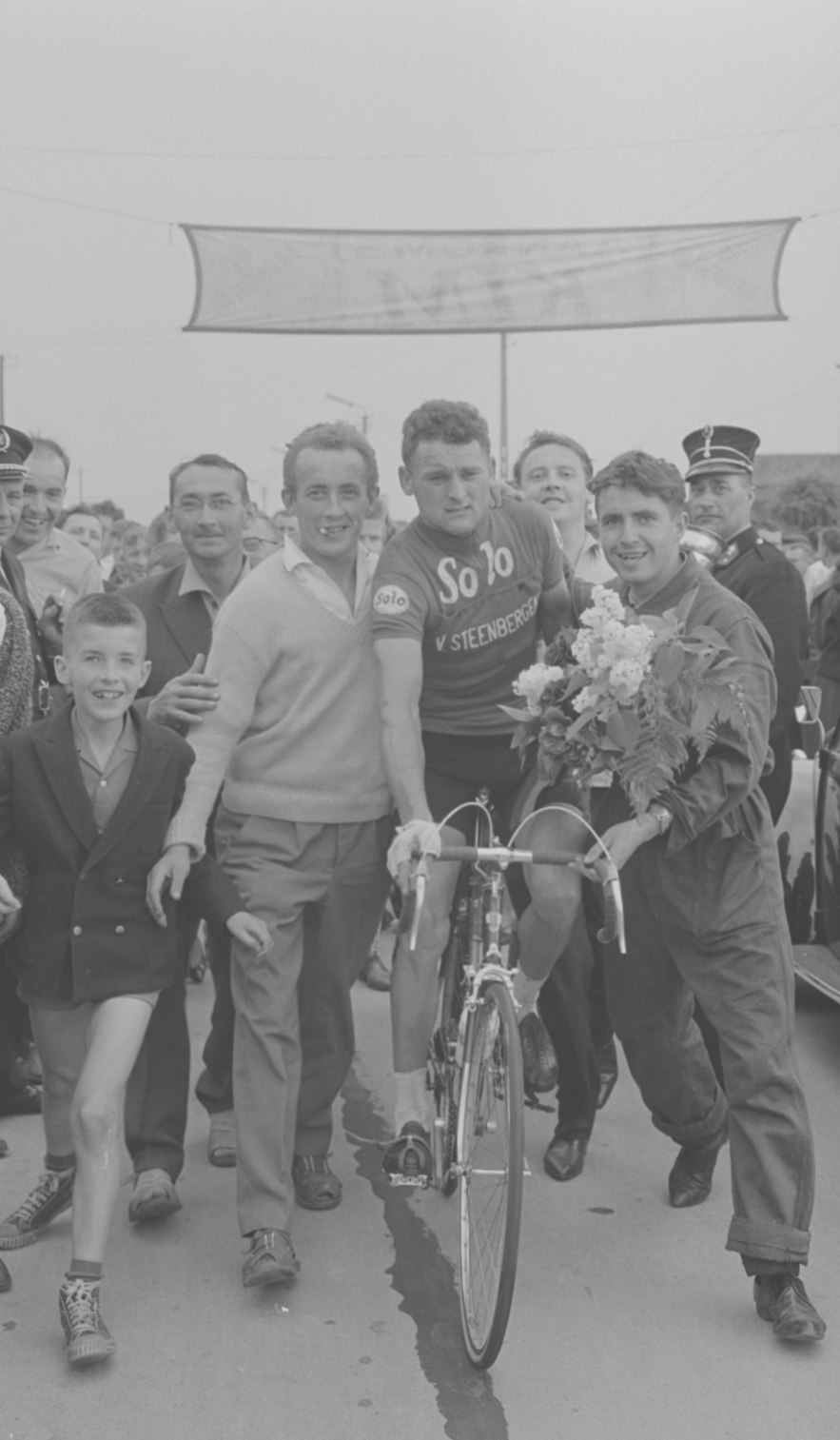
Marcel Seynaeve sobre su bicicleta después de su victoria en la carrera de ciclismo "Gullegem Koerse"

Marcel Seynaeve (Bekegem, 24 de diciembre de 1933 - De Haan, 26 de diciembre de 2015) fue un ciclista belga, profesional entre 1959 y 1963, cuyo mayor éxito deportivo fue la victoria de etapa conseguida en la Vuelta a España en su edición de 1961, en la que fue líder de la clasificación general durante 5 etapas.

## Palmarés
1957
- Omloop van de Westhoek Itchtegem

1959
- Zeebrugge

1960
- Sin-le-Noble
- Criterium de Moorslede

1961
- 1 etapa en la Vuelta a España
- Mortagne du Nord
- Ruiselede
- Waarschoot

1962
- Kruishoutem

1963
- Gullegem